# Donald McGillivray (homme politique)
Pour les articles homonymes, voir Donald McGillivray et McGillivray.
Donald McGillivray (2 décembre 1838-13 décembre 1913) est un homme politique canadien de la Colombie-Britannique. Il est député provincial indépendant de la circonscription britanno-colombienne de New Westminster District de 1878 à 1881.

## Biographie
Né dans le comté de Glengarry (en) dans le Haut-Canada (Ontario), McGillivray étudie sur place avant que la famille s'installe à New York. Il déménagement ensuite en Colombie-Britannique pour travailler simultanément dans la Puget Mill de Port Gamble dans l'État de Washington. Vers 1863, il travaille dans le domaine ferroviaire dans la région de Cariboo avant de vendre ses parts à la Western Union Telegraph. Il travaille par la suite dans la production laitière et l'élevage de bétail et également comme marchand à Chilliwack jusqu'en 1903. En 1889, il est nommé maître de poste de Sumas (en). En plus de ses activités, il exerce la fonction de pasteur dans une église méthodiste. Il sert également comme juge de paix et magistrat dans le district de New Westminster.
Il meurt à Chilliwack en décembre 1913 à l'âge de 75 ans.